# Халилзад, Залмай
Залмай Халилза́д (англ. Zalmay Khalilzad, пушту زلمی خلیلزاد‎; род. 22 марта 1951, Мазари-Шариф, Королевство Афганистан) — американский дипломат и политический эксперт. Халилзад занимал пост постоянного представителя США при ООН при президенте Джордже Буше-младшем и в начале президентского срока Барака Обамы. До этого занимал посты посла в Афганистане (2003—2005) и посла в Ираке (2005—2007). С сентября 2018 до августа 2021 был специальным представителем США по примирению в Афганистане в администрациях Дональда Трампа и Джо Байдена. На этой должности Халилзад вел переговоры с представителями движения Талибан, результатом которых стало заключение Дохийского соглашения и последующий вывод американских войск из Афганистана. После того захвата Кабула Талибаном и других связанных с этим событий подвергался критике за провал стратегии США в Афганистане. 18 октября подал в отставку с поста спецпредставителя.
Выходец из пуштунского племени Нурзаи, мусульманин-суннит. В зрелом возрасте принял американское гражданство.

## Образование
Окончил лицей Гази в Кабуле (1968). Получил дипломы бакалавра и магистра в Американском университете Бейрута (Ливан). Доктор философии Чикагского университета (1979).

## Аналитик и дипломат
- В 1979—1986 — ассистент профессора политологии в Колумбийском университете.
- С 1982 был научным сотрудником Института изучения войны и мира, Совета внешней политики (Нью-Йорк), Национального университета обороны США, Института стратегических исследований.
- В 1985—1989 работал в государственном департаменте США в качестве специального советника заместителя государственного секретаря по политическим вопросам. Занимался вопросами ирано-иракской войны и советской войны в Афганистане, поддерживал тесные связи с лидерами моджахедов.
- В 1989—1991 — старший политический аналитик РЭНД корпорейшн и доцент (associate professor) Калифорнийского университета в Сан-Диего.
- В 1991—1992 — помощник заместителя министра обороны по политическому планированию.
- В 1993—1999 — вновь работал в РЭНД корпорейшн: был директором программы «Стратегия, доктрина и войсковая структура» проекта Военно-воздушных сил. В период работы в РЭНД основал Центр ближневосточных исследований. Главный советник афганских проектов американской нефтяной компании «Юнокал».
- В 2000—2001 — руководитель переходной группы Буша-Чейни по Министерству обороны, затем советник министра обороны Дональда Рамсфелда.
- С мая 2001 — специальный помощник президента США и старший директор по Юго-Западной Азии, Ближнему Востоку и Северной Африке Совета национальной безопасности США. В этот период был подчинён тогдашнему советнику президента по национальной безопасности Кондолизе Райс.

Автор более чем 200 научных работ, таких как «Безопасность Юго-Западной Азии»; соавтор книги «Правительство Бога: Исламская Республика Иран».

## Деятельность в Афганистане (2001—2005)
После терактов 11 сентября Халилзад принимал участие в ранних этапах планирования вторжения США в Афганистан в качестве эксперта, а в 2001 году был назначен президентом Бушем специальным представителем в США в Афганистане. В 2003 году занял пост посла в этом государстве, на котором находился до 2005 года.

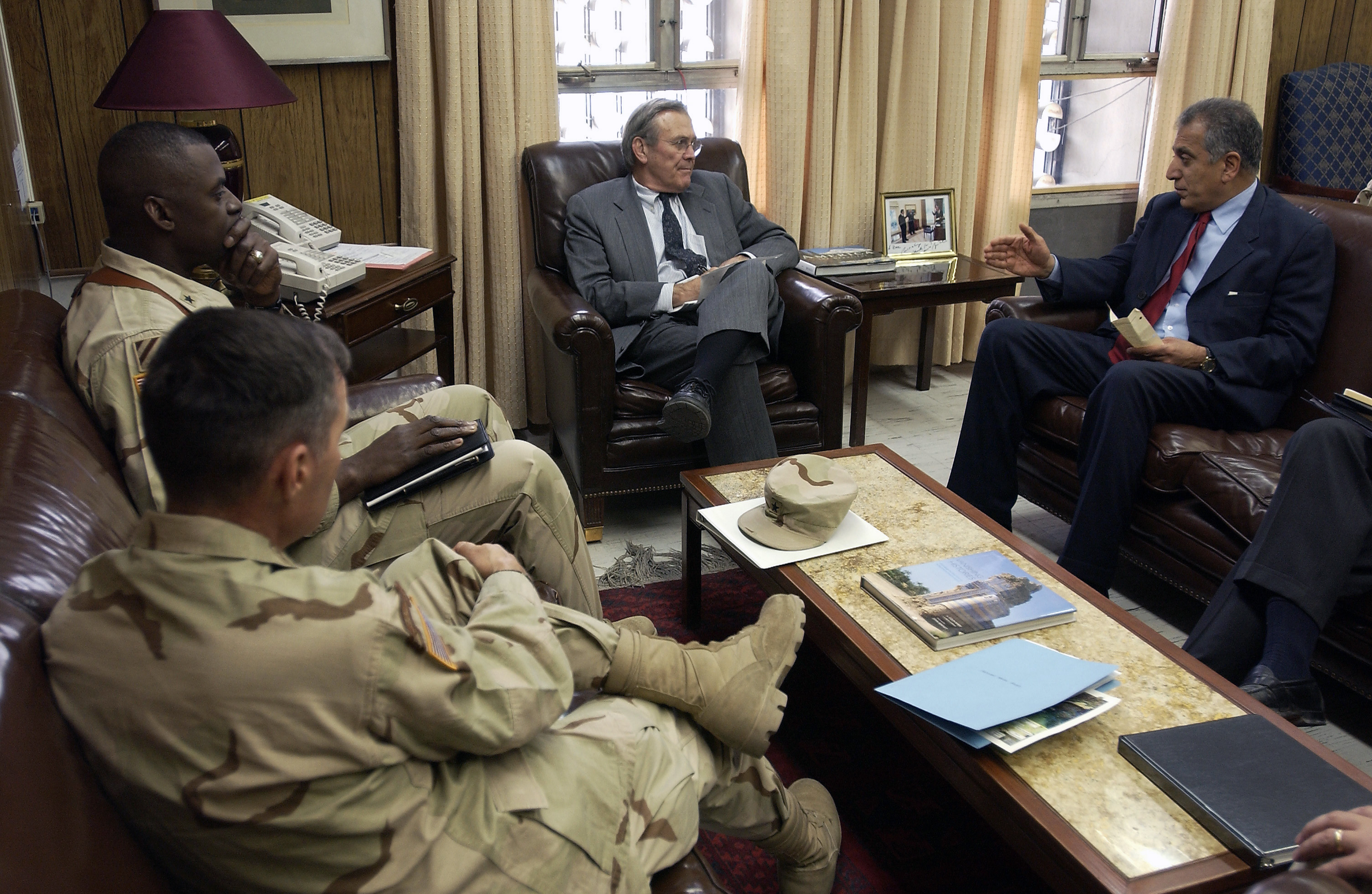
Халилзад разговаривает с министром обороны Дональдом Рамсфелдом в присутствии генерал-лейтенанта Дэвида Барно и бригадного генерала Ллойда Остина во время визита Рамсфелда в Кабул 26 февраля 2004 года

Во время своей работы в Афганистане Халилзад участвовал принятие новой конституции Афганистана, помогал в организации первых выборов и собрания совета старейшин Лойя-джирга. Активно содействовал «пуштунизации» Афганистана, продвигая пуштунов на ключевые посты в государстве. Поддержал проамерикански настроенного кандидата в президенты Афганистана Хамида Карзая и с целью обеспечить последнему победу смог уговорить афганского короля Захир-шаха отойти от дел. Ставший в 2004 году президентом Афганистана Хамид Карзай консультировался с Халилзадом при принятии политических решений, часто встречаясь с ним. Позже Карзай наградил Халилзада медалью короля Гази Амманулы, высшей медалью Афганистана, за заслуги посла перед страной. За своё влияние на президента и политику Афганистана Халилзад получил от СМИ неофициальное прозвище «Вице-король». В 2004—2005 годах Халилзад также принимал участие в создании Американского университета в Афганистане, который стал первым высшим учебным заведением американского типа в Афганистане.

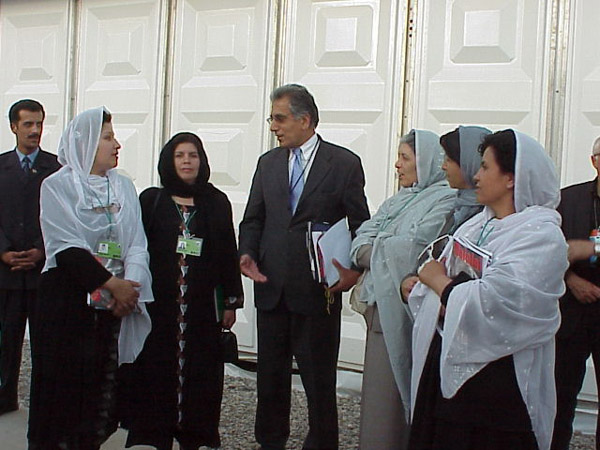
Залмай Халилзад разговаривает с афганскими женщинами. 2002 год

## Посол в Ираке (2005—2007)
21 июня 2005 года Халилзад был назначен послом США в Ираке. На этом посту активно участвовал в послевоенной политической жизни Ирака: успешно провел переговоры переговоры о принятии конституции Ирака в октябре 2005 года, сыграл ключевую роль в проведении выборов в декабре 2005 года. Несомненным успехом Халилзада на посту посла стала замена неспособного положить конец насилию премьер-министра Ибрахима Аль-Джафари на более энергичного Нури аль-Малики. Также Халилзад помог в создании Американского университета в Ираке. Деятельность Халилзада в качестве посла в Ираке, в отличие от его предшественников Пола Бремера и Джона Негропонте, была оценена положительно. Халилзад рассматривается как пример успешного дипломата, работа которого несла в себе культурную утончённость и человеческий подход, что помогало ему взаимодействовать с жителями Ирака.

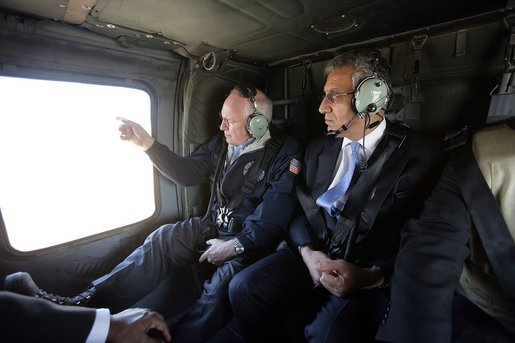
Залмай Халилзад и вице-президент Дик Чейни. 2005 год

Халилзад был одним из немногих высокопоставленных должностных лиц администрации Буша, кто предупреждал об опасности межконфессионального насилия как главной угрозы стабильности в стране. 26 марта 2006 года был сменён Райаном Крокером на посту посла в Ираке.

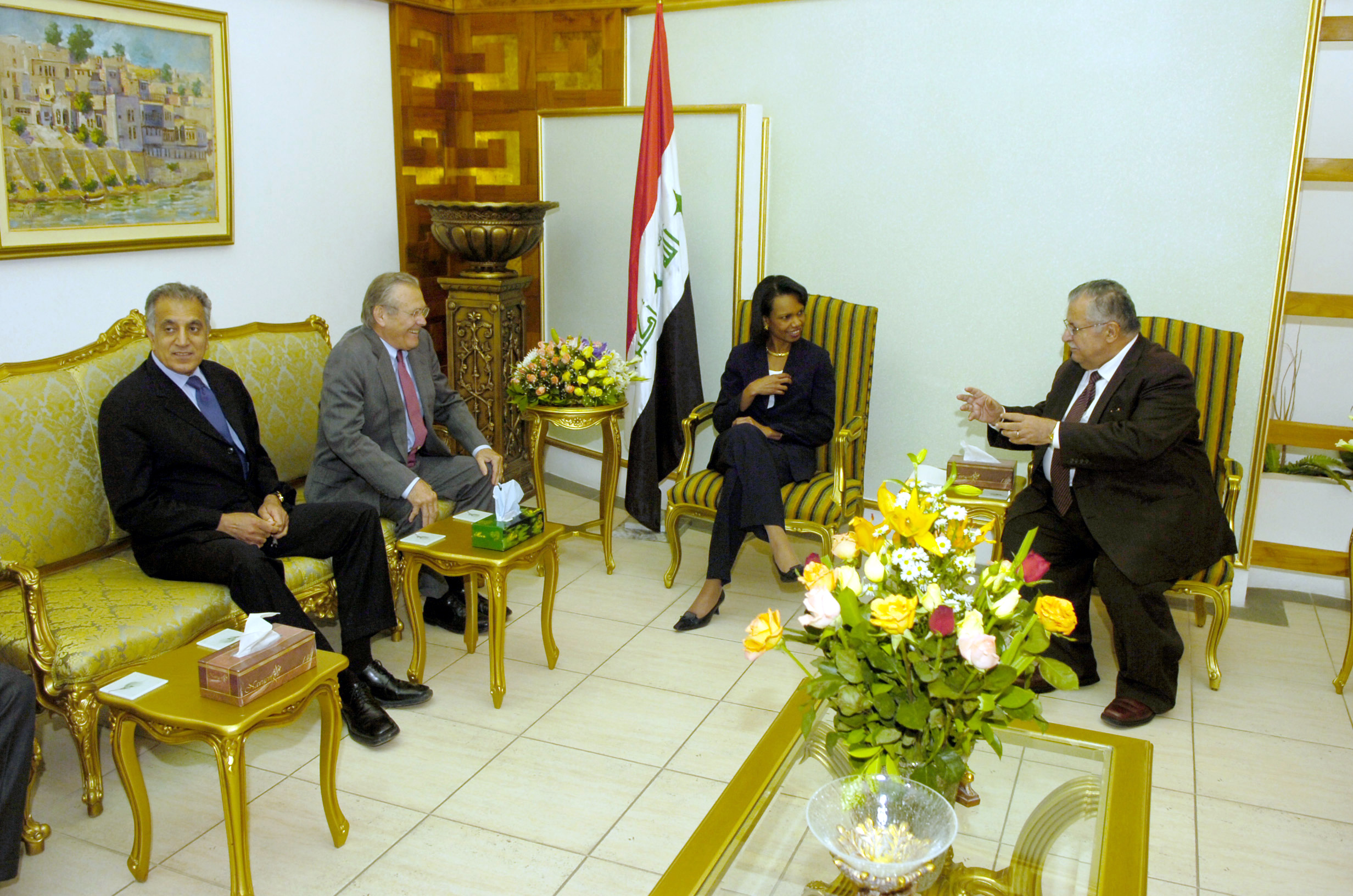
Залмай Халилзад с Дональдом Рамсфелдом и госсекретарем Кондолизой Райс на встрече с президентом Ирака Джалалом Талабани

## Постоянный представитель при ООН (2007—2009)
12 февраля 2007 года Белый дом внес кандидатуру Халилзада в качестве постоянного представителя при ООН на рассмотрение Сената. 29 марта Сенат официально назначил Халилзада на этот пост.
В ноябре 2007 года Халилзад обвинил Иран в предоставлении помощи повстанческим группировкам в Ираке и Афганистане. Он также заявил, что после отчёта комиссии МАГАТЭ об Иране иранское правительство продолжило развивать свою ядерную программу.
В августе 2008 года (после начала войны в Грузии) Халилзад призвал Совет Безопасности ООН «принять срочные меры» по осуждению нападения России на Грузию. Он также рассказал про разговор министра иностранных дел РФ Сергея Лаврова с госсекретарем Кондолизой Райс, в котором российский министр заявил, что грузинский президент Михаил Саакашвили «должен уйти».

## Специальный представитель по примирению в Афганистане (2018—2021)
В сентябре 2018 года госсекретарь Майк Помпео назначил Халилзада специальным представителем по примирению в Афганистане, миссией которого было содействовать мирному процессу в Афганистане. Халилзад продолжил свою работу на этой должности под администрацией нового президента Джо Байдена. Длительные переговоры Халилзада с представителями движения Талибан в итоге закончились подписанием Дохийского мирного соглашения 29 февраля 2020 года, которое предполагало вывод американских войск из Афганистана и начало переговоров между талибами и афганским правительством.

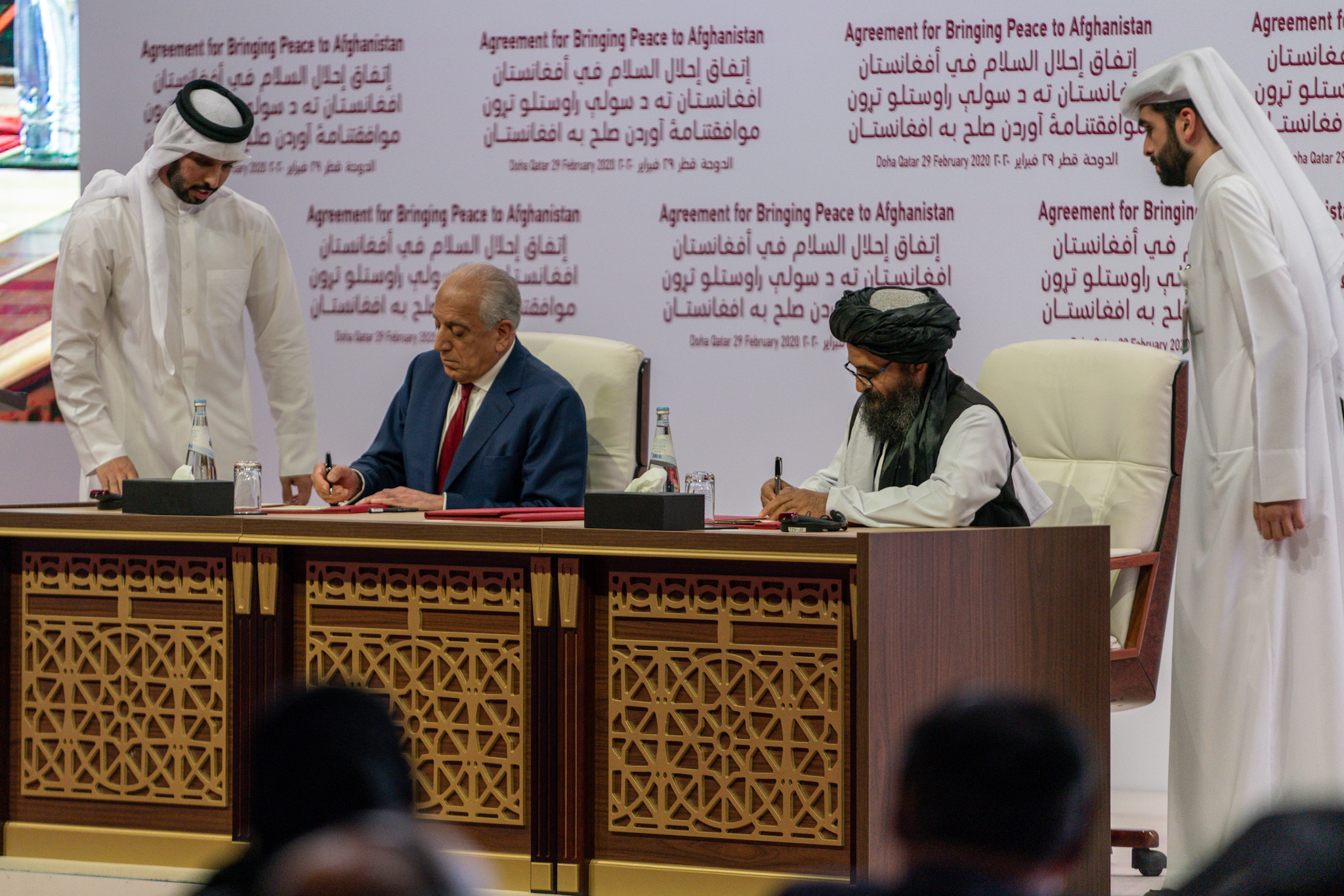
подписание Дохийского соглашения. 29 февраля 2020 год

18 марта 2021 года Халилзад на слушании в Комитете по иностранным делам Палаты представителей США, посвященных политике США в Афганистане сказал, что неуверен в быстром захвате власти талибами после вывода войск США из Афганистана. По словам представителя, «если Талибан будет добиваться, по моему мнению, военной победы, это приведет к длительной войне, потому что Силы безопасности Афганистана будут сражаться, другие афганцы будут сражаться, соседи придут на помощь разным сторонам».
После вывода американских войск Афганистана 31 августа и последующего наступления талибов Халилзад 18 октября подал в отставку с поста спецпредставителя

## Награды
- Орден Золотого руна (2016, Грузия) — за личный вклад в усиление и углубление отношений между США и Грузией[14].